# 有人軌道展開システム
有人軌道展開システム（ゆうじんきどうてんかいしすてむ Manned Orbital Development System,MODS）は発展型ジェミニ計画の一つとして研究されていたアメリカ合衆国の有人宇宙飛行計画。アメリカ空軍主導の計画であり、有人宇宙ステーションとなるものであった。開発中止により、実物は完成していない。
1962年6月よりジェミニ計画のハードウェアを基にした軍用宇宙ステーションとして検討が開始された。ジェミニ宇宙船/ブルー・ジェミニを軌道移送手段および宇宙飛行士訓練に用いるものであった。ジェミニ計画と重なる部分があり、費用もかさむことから、アメリカ合衆国国防長官ロバート・マクナマラにより1963年1月に、ブルー・ジェミニも含めて、開発が中止された。
アメリカ空軍は1963年12月にMODSの発展型とも言える有人軌道実験室(MOL)計画を開始している。